# LIVE (NEWSのアルバム)
『LIVE』（ライブ）は、日本の男性アイドルグループ、NEWSの4作目のオリジナルアルバム。2010年9月15日に ジャニーズ・エンタテイメントからリリースされた。

## 概要
前作『color』から約1年10か月ぶりのアルバム。「恋のABO」、「さくらガール」、加藤成亮主演ドラマテレビ東京系ドラマ24『トラブルマン』の主題歌「BE FUNKY!」、GReeeeNのプロデューサーであるJINが作詞作曲した新曲「LIVE」などが収録されている。CDは全13曲。通常盤はこれに加え、ボーナストラックとして「Share」と、『color』に収録された「Forever」のリアレンジ音源の2曲が収録。初回盤には「Unplugged LIVE」とそのMakingが収録されたDVDが付属する。

### 封入特典・仕様
- 初回盤 - 2面4Pジャケット+歌詞カード
- 通常盤 - 全24ページのブックレットを封入。

## チャート成績
発売初週に15.6万枚を売り上げ、2010年9/27付週間アルバムランキング1位を獲得した。

## 収録曲

### CD
※「Share」以降、通常盤のみ収録。
1. 恋のABO [4:41]
作詞：zopp、作曲：adult education、編曲：鈴木雅也
  - 11thシングル
2. LIVE [4:53]
作詞・作曲：JIN　編曲：JIN/nishi-ken/CHOKKAKU
  - 本作の表題曲
3. 生まれし君へ [3:59]
作詞：真部小里　作曲：櫻井真一　編曲：鈴木雅也
4. Supernatural [4:23]
作詞・作曲：MDP、編曲：木村篤史
5. 秋の空 [4:17]
作詞：kafka、作曲：ヒロイズム、編曲：長岡成貢
6. 2人/130000000の奇跡（読み：いちおくさんぜんまんぶんのふたりのきせき）[3] [4:33]
作詞：zopp　作曲：大智、編曲：石塚知生
7. Dancin' in the Secret [3:46]
作詞：zopp　作曲：Freakchild　編曲：鈴木雅也
8. ワンダーランド [4:22]
作詞：ヒロイズム・Takeshi Kodani、作曲：ヒロイズム、編曲：吉岡たく
9. さくらガール [4:50]
作詞：ヒロイズム・Hacchin' Maya、作曲・編曲：ヒロイズム
  - 12thシングル
10. BE FUNKY! [3:47]
作詞：zopp　作曲：Tatsuya Kurauchi　編曲：鈴木雅也
  - テレビ東京系ドラマ『トラブルマン』主題歌
11. D.T.F  [4:24]
作詞：nami、真部小里、作曲：大智・伊橋成哉・渡辺拓也、編曲：岩田雅之
タイトルはDo The Foolの略[要出典]。
12. 内容の無い手紙 [4:15]
作詞:TOC、作曲:DJ KATSU
後にヒルクライムがセルフカバーしている[4]。
13. エンドレス・サマー  [4:15]
作詞・作曲・編曲：ヒロイズム
ベストアルバム『NEWS BEST』通常盤DISC-2「FAN SELECTION BEST」におけるファン投票で1位となり、1曲目に収録された。『「生きろ」』初回盤Bでは4人で再録したバージョン、「ビューティフル/チンチャうまっか/カナリヤ」通常盤では3人で再録したバージョン（曲名が英語表記に変更された）が収録された。詳しくは各アルバム/シングルのページを参照。
14. Share
作詞・作曲:NEWS、編曲：mugen
  - 11thシングル通常盤カップリングのオリジナルバージョン
15. Forever（Unplugged Ver.）
  - 3rdアルバム「color」収録曲のアンプラグドバージョン

### DVD
※初回盤のみ
1. Unplugged LIVE
  1. さくらガール
  2. SUMMER TIME
  3. 秋の空
  4. SNOW EXPRESS
2. Unplugged LIVE Making

## 映像作品
LIVE
- NEWS DOME PARTY 2010 LIVE! LIVE! LIVE! DVD!
- NEWS ARENA TOUR 2018 EPCOTIA
- NEWS DOME TOUR 2018-2019 EPCOTIA -ENCORE-

生まれし君へ
- NEWS DOME PARTY 2010 LIVE! LIVE! LIVE! DVD!

Supernatural
- NEWS DOME PARTY 2010 LIVE! LIVE! LIVE! DVD!

秋の空
- NEWS DOME PARTY 2010 LIVE! LIVE! LIVE! DVD!

2人/130000000の奇跡
- NEWS DOME PARTY 2010 LIVE! LIVE! LIVE! DVD!
- NEWS LIVE TOUR 2012 〜美しい恋にするよ〜
- NEWS 10th Anniversary in Tokyo Dome
- NEWS 20th Anniversary LIVE 2023 NEWS EXPO

Dancin' in the Secret
- NEWS DOME PARTY 2010 LIVE! LIVE! LIVE! DVD!
- NEWS LIVE TOUR 2012 〜美しい恋にするよ〜

ワンダーランド
- NEWS DOME PARTY 2010 LIVE! LIVE! LIVE! DVD!

BE FUNKY!
- NEWS DOME PARTY 2010 LIVE! LIVE! LIVE! DVD!
- NEWS LIVE TOUR 2012 〜美しい恋にするよ〜
- NEWS 10th Anniversary in Tokyo Dome
- NEWS LIVE TOUR 2019 WORLDISTA

D.T.F
- NEWS DOME PARTY 2010 LIVE! LIVE! LIVE! DVD!
- NEWS LIVE TOUR 2017 NEVERLAND

内容の無い手紙
- NEWS DOME PARTY 2010 LIVE! LIVE! LIVE! DVD!

エンドレス・サマー
- NEWS DOME PARTY 2010 LIVE! LIVE! LIVE! DVD!
- NEWS LIVE TOUR 2012 〜美しい恋にするよ〜
- NEWS 10th Anniversary in Tokyo Dome
- NEWS 15th Anniversary LIVE 2018 "Strawberry"

（以下、Endless Summerとして披露）
- NEWS LIVE TOUR 2O22 音楽
- NEWS EXPO（初回盤B「PREMIUM LIVE」）
- NEWS 20th Anniversary LIVE 2023 in TOKYO DOME BEST HIT PARADE!!! 〜シングル全部やっちゃいます〜

Share
- NEWS LIVE DIAMOND
- NEWS LIVE TOUR 2012 〜美しい恋にするよ〜
- NEWS 15th Anniversary LIVE 2018 "Strawberry"